# El Cordobés

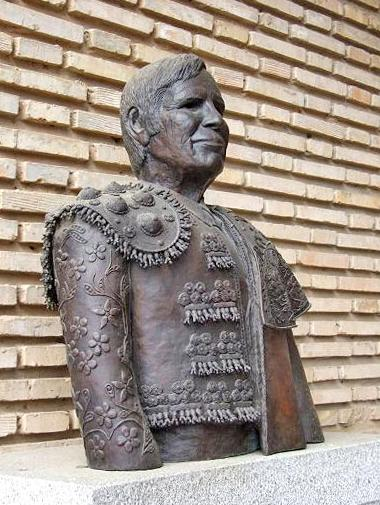
Standbeeld van El Cordobés te Córdoba

Manuel Benítez Pérez (Palma del Río, 4 mei 1936), beter bekend als El Cordobés, was een beroemde Spaanse matador uit de jaren 1960. Hij bracht het stierenvechten erg onorthodox acrobatisch en theatraal. Hij kwam uit een arm gezin uit de buurt van Córdoba. Toen hij 23 was, de leeftijd dat de meeste torero's aan het pieken waren, sprong hij vanuit het publiek in de ring, omdat hij vond dat hij het beter kon. Dat heet een espontáneo, wat niet op prijs wordt gesteld, maar in dit geval wel het begin was van een carrière. Hij werd een nationaal idool. Toen hij in 1971 met pensioen ging was hij de best betaalde matador.
BZN heeft een nummer over hem gemaakt met de naam El Cordobés.
Het nummer 'A Boy From Nowhere' uit de Britse musical 'Matador' (1987) gezongen door Tom Jones gaat ook over El Cordobés.
- Biblioteca Nacional de España: XX1041768
- Bibliothèque nationale de France: cb119838818 (data)
- Catàleg d'autoritats de noms i títols de Catalunya: 981058604970706706
- Gemeinsame Normdatei: 118509012
- International Standard Name Identifier: 0000 0000 7822 1197
- Library of Congress Control Number: n50007686
- Nationale Bibliotheek van Tsjechië: xx0033093
- Nationale Bibliotheek van Israël: 987007462918405171
- Système universitaire de documentation: 120208776
- Virtual International Authority File: 3714867
- WorldCat: E39PBJbRgqt4RbHY8yfJvtPRKd